# Genivaldo (futebolista)
Genivaldo Wenceslau Ribeiro, conhecido apenas como Genivaldo (Urussanga, 26 de fevereiro de 1981) é um futebolista brasileiro que atua como goleiro. Atualmente, defende o Ferroviário.
Destacou-se pelo Botafogo-PB, principalmente no período entre 2011 e 2013, quando foi campeão brasileiro da Série D.

## Carreira
Iniciou sua carreira no time sub-20 do Criciúma, e depois se transferiu para as categorias de base do Cruzeiro, onde se profissionalizou em 2001. Tornou-se um dos maiores ídolos da atualidade do Botafogo-PB, atuando pelo clube em 3 passagens (2010, 2011-12 e 2013–15), sendo um dos maiores responsáveis pelo bicampeonato do "Belo", que não conquistava o Campeonato Paraibano desde 2003, e também na campanha da Série D, no primeiro título brasileiro de um clube paraibano. Notável por suas defesas milagrosas em competições como a Copa do Nordeste e o próprio Campeonato Paraibano, Genivaldo, que em sua carreira atuou por 21 clubes, fez parte do elenco do Criciúma que sagrou-se campeão brasileiro da Série B de 2002, como terceiro goleiro.
Com a participação do clube pessoense na Série C de 2015 encerrada, Genivaldo foi dispensado pelo Botafogo, tendo jogado 225 partidas pelo "'Belo".
Em dezembro de 2015, chegou a ser oficializado como reforço do Linense, mas, alegando problemas extracampo, pediu para deixar o clube paulista.
Livre para negociar com outros clubes, Genivaldo assinou com o Paraíba de Cajazeiras em janeiro de 2016, para a disputa do Campeonato Paraibano. Porém, após 2 meses na equipe cajazeirense, o goleiro não repetiu as atuações que o consagraram no Botafogo e foi dispensado com outros 4 jogadores do Paraíba (Gilberto Matuto, Lailson, Vaninho e Ítalo), além do técnico Suélio Lacerda. Pouco depois, Genivaldo assinou com o Brasiliense para disputar o Campeonato Candango.
Entre 2017 e 2019, atuou pelo Confiança, assinando inicialmente por empréstimo do Itabaiana, onde jogara por 1 temporada e meia antes de ser contratado em definitivo no mesmo ano. Foram 68 jogos disputados com a camisa do Dragão, sendo contratado em 2020 pelo Ferroviário.

## Títulos
Botafogo-PB
- Campeonato Paraibano de Futebol: 2013
- Campeonato Brasileiro de Futebol - Série D: 2013
- Campeonato Paraibano de Futebol: 2014